# Dino Crisis 3
Dino Crisis 3 (ディノクライシス3, Dinokuraishisu 3) é um jogo desenvolvido pela Capcom e o primeiro do qual Shinji Mikami, criador das séries Resident Evil e Dino Crisis não participou em seu desenvolvimento. É a seqüência da série Dino Crisis. Foi lançado exclusivamente para XBOX.

## História
Dino Crisis 3 acontece no ano de 2548, com uma equipe chamada S.O.A.R (Operações Especiais E Reconhecimento). A bordo de uma nave Seyfert próximo do Planeta Júpiter, onde está uma nave gigantesca, de nome Ozymandias. Mandados para investigar o incidente que ocorreu. Patrick Tyler, Sonya Hart, Comandante Jacob Ranshaw e McCoy são os primeiros a chegarem. Eles logo notam o excesso de tranquilidade até serem surpreendidos por um Australis (Mutação genética do Tiranossauro Rex)McCoy é o primeiro a morrer por este já que estava destraído com a baba que o dinossauro deixou cair em seu ombro. Em pânico, o time percebe que não estão sozinhos naquela nave, e que deve correr contra o tempo para achar uma maneira de sair do local sem haver mais mortes.

## Jogabilidade
O número de armas foram reduzidos, além de pequenas máquinas para ajudar nos confrontos contra os dinossauros (3 tipos). O jogo é jogado principalmente através do personagem Patrick e apenas uma pequena parte foi jogada com Sônya (embora um bônus permitisse ao jogador jogar com Sônya vestindo uma fantasia). Também existem três tipos de armaduras disponíveis. O jogo inteiro é misturado em 2D e 3D, podendo utilizar o jetpack para voar e atirar ao mesmo tempo. Poucas são as mudanças em geral da câmera comparado ao seus antecessores.